# Alumel
Alumel è il nome commerciale di una lega a base di nichel, usata principalmente come polo negativo nelle termocoppie di tipo K, abbinato al Chromel.